# Joaquim Floriano de Godói
Joaquim Floriano de Godói (São Paulo, 4 de janeiro de 1826 — 20 de novembro de 1907) foi um médico e político brasileiro.
Formou-se na Faculdade de Medicina do Rio de Janeiro, foi deputado geral de 1869 a 1872 e presidente da província de Minas Gerais, de 1872 a 1873. Foi também senador do Império do Brasil entre 1873 e 1889.

## Publicações
- O Elemento Servil e as Câmaras Municipaes da Província de São Paulo. Rio de Janeiro, Imprensa Nacional, 1887. 641 P.
- Projeto de Lei para Criação da Província do Rio Sapucaí. Rio de Janeiro, Laemmert. 1888. 261 P.